# Matt Hamill
Matthew S. Hamill (Loveland, 5 de outubro de 1976) é um atleta estadunidense lutador de MMA e wrestling.  Ele foi duas vezes vencedor da NCAA enquanto estudava na Rochester Institute of Technology (RIT) em Rochester, Nova York. É conhecido ademais pelo fato de ser o primeiro e único atleta de MMA a ter vencido Jon Jones, obtendo a vitória após ser nocauteado recebendo cotoveladas ilegais, e seu adversário ser desqualificado. Hamill também possui uma medalha de prata em Greco-Romana e uma de ouro de freestyle wrestling originárias do  Summer Deaflympics 2001. Ele está posicionado no número #15 dos meios pesados do site «FightMatrix».

## Carreira
Hamill era competidor na terceira temporada do The Ultimate Fighter, treinando com Tito Ortiz na categoria de até 93 quilos. Ele venceu uma luta preliminar contra Mike Nickels por decisão unânime, mas não terminou as lutas seguintes devido a uma lesão. Em 24 de junho de 2006, Hamill lutou contra o colega de elenco Jesse Forbes no The Ultimate Fighter 3 Finale, vencendo por TKO, transmitido pela Spike TV.
Hamill derrotou outro colega do The Ultimate Fighter 2, o lutador Seth Petruzelli por decisão no Ortiz vs. Shamrock 3: The Final Chapter, em 10 de outubro de 2006. Com pontuação de 29–28, 30–27 e 29–28 para Hamill.
Hamill lutou contra Rex Holman no UFC 68: The Uprising, onde ele venceu por KO no primeiro round.
Hamill lutou contra Michael Bisping no UFC 75 em Londres, Inglaterra, em 8 de setembro de 2007, onde ele perdeu por decisão dividida. A decisão foi considerada controversa por muitas pessoas[carece de fontes?], em grande parte porque a luta ocorreu na Inglaterra, país natural de Bisping. Entrementes, os dois juízes americanos deram a vitória para Bisping, enquanto que o único juiz Inglês votou para Hamill. Uma revanche foi marcada para o UFC 78, mas devido a uma lesão no joelho Hamill desistiu. Uma revanche se tornou mais improvável quando Bisping desceu para os pesos médios após lutar contra Rashad Evans.
Em seguida Hamill lutou contra Tim Boetsch em 3 de abril vencendo a luta no Segundo round por KO,
Hamill foi para o UFC 88 e lutou contra o ex-campeão dos pesos médios Rich Franklin. Ele perdeu a luta com um KO aos 0:39 do terceiro período.
No UFC 92, Hamill derrotou Reese Andy no Segundo round por TKO.
Hamill lutou com um outro vencedor do NCAA, Mark Munoz no UFC 96, vencendo por nocaute, tendo sido premiado com o Knockout of the Night .
Sua próxima luta seria contra Brandon Vera no UFC 102, mas ele machucou o joelho treinando para a luta, sendo substituído por Krzysztof Soszynski.
Após a cirurgia no joelho, ele lutou contra o até então imbatível Jon Jones no The Ultimate Fighter: Heavyweights Finale, vencendo a luta depois que Jones desferiu golpes ilegais (cotoveladas de cima para baixo) contra Hamill, obtendo um feito considerado, uma grande zebra (naquele momento, perdia a luta e estava prestes a ser nocauteado), freando o então futuro campeão dominante da divisão dos meio-pesados; sendo essa, a única derrota de Jon Jones até os dias atuais.
Hamill derrotou Keith Jardine em 19 de junho de  2010 no The Ultimate Fighter: Team Liddell vs. Team Ortiz Finale. Hamill venceu a luta por decisão unânime.
Hammill também lutou contra Tito Ortiz, seu ex-treinador, no UFC 121, tendo ganhado por decisão unânime (29-28 29-28 30-27).
Hamill perdeu para o brasileiro Thiago Silva por decisão unânime no UFC Fight Night: Maia vs. Shields.
Após a derrota, Hamill não teve o contrato renovado pelo UFC.

## Vida
Nascido em Loveland, Ohio, Hamill foi apresentado ao wrestling por seu padrasto, que era treinador na Loveland High School, em Ohio.
Hamill é divorciado e possui uma filha desse o primeiro casamento.
Hamill é tema de um filme a ser lançado chamado "Hamill", que irá mostrar seus primeiros passos no wrestling. Quem iria originalmente estrelar o filme era Eben Kostbar, mas sua escolha foi criticada pela comunidade dos Surdos por estrelar um ator que não tinha essa deficiência; todavia, Hamill aprovou a escolha do ator, tanto devido a sua experiência no wrestling como seu conhecimento em línguas de sinais.  Kostbar withdrew from starring Todavia, um ator surdo, Russell Harvard irá interpretar Hamill.  O filme está sendo produzido por Joseph McKelheer e Eben Kostbar e sera dirigido por Oren Kaplan.
Hamill possui uma namorada de longo tempo, Brittany Houck, tendo os dois noivado em maio de 2008.

## Cartel no MMA
| Res.    | Cartel | Oponente             | Método                                | Evento                                                   | Data       | Round | Tempo | Local                   | Notas            |
| ------- | ------ | -------------------- | ------------------------------------- | -------------------------------------------------------- | ---------- | ----- | ----- | ----------------------- | ---------------- |
| Derrota | 10-6   | Thiago Silva         | Decisão (unânime)                     | UFC Fight Night: Maia vs. Shields                        | 09/10/2013 | 3     | 5:00  | Barueri, São Paulo      |                  |
| Vitória | 10-5   | Roger Hollett        | Decisão (unânime)                     | UFC 152: Jones vs. Belfort                               | 22/09/2012 | 3     | 5:00  | Toronto, Ontário        |                  |
| Derrota | 9-5    | Alexander Gustafsson | Nocaute Técnico (cotoveladas e socos) | UFC 133: Evans vs. Ortiz 2                               | 06/08/2011 | 2     | 3:41  | Filadélfia, Pensilvânia |                  |
| Derrota | 9-4    | Quinton Jackson      | Decisão (unânime)                     | UFC 130: Rampage vs. Hamill                              | 28/05/2011 | 3     | 5:00  | Las Vegas, Nevada       |                  |
| Vitória | 9-3    | Tito Ortiz           | Decisão (unânime)                     | UFC 121: Lesnar vs. Velazquez                            | 23/10/2010 | 3     | 5:00  | Anaheim, Califórnia     |                  |
| Vitória | 8-3    | Keith Jardine        | Decisão (majoritária)                 | The Ultimate Fighter: Team Liddell vs. Team Ortiz Finale | 19/06/2010 | 3     | 5:00  | Las Vegas, Nevada       | Luta da Noite    |
| Derrota | 7-3    | Jon Jones            | Nocaute (socos e cotoveladas          | The Ultimate Fighter: Heavyweights Finale                | 05/12/2009 | 1     | 4:14  | Las Vegas, Nevada       |                  |
| Vitória | 7–2    | Mark Muñoz           | Nocaute (chute na cabeça)             | UFC 96: Jackson vs. Jardine                              | 07/03/2009 | 1     | 3:53  | Columbus, Ohio          | Nocaute da Noite |
| Vitória | 6–2    | Reese Andy           | Nocaute Técnico (golpes)              | UFC 92: The Ultimate 2008                                | 27/12/2008 | 2     | 2:19  | Las Vegas, Nevada       |                  |
| Derrota | 5–2    | Rich Franklin        | Nocaute Técnico (chute no fígado)     | UFC 88: Breakthrough                                     | 06/09/2008 | 3     | 0:39  | Atlanta, Geórgia        |                  |
| Vitória | 5–1    | Tim Boetsch          | Nocaute Técnico (golpes)              | UFC Fight Night: Florian vs. Lauzon                      | 02/04/2008 | 2     | 1:25  | Broomfield, Colorado    |                  |
| Derrota | 4–1    | Michael Bisping      | Decisão (dividida)                    | UFC 75: Champion vs. Champion                            | 08/09/2007 | 3     | 5:00  | Londres                 |                  |
| Vitória | 4–0    | Rex Holman           | Nocaute Técnico (golpes)              | UFC 68: The Uprising                                     | 03/03/2007 | 1     | 4:00  | Columbus, Ohio          |                  |
| Vitória | 3–0    | Seth Petruzelli      | Decisão (unânime)                     | Ortiz vs. Shamrock 3: The Final Chapter                  | 10/10/2006 | 3     | 5:00  | Hollywood, Flórida      | Luta da Noite    |
| Vitória | 2–0    | Jesse Forbes         | Nocaute Técnico (golpes)              | UFC: The Ultimate Fighter 3 Finale                       | 24/06/2006 | 1     | 4:47  | Las Vegas, Nevada       |                  |
| Vitória | 1–0    | Robert Hitte         | Nocaute Técnico (socos)               | XFO 7 - Xtreme Fighting Organization                     | 27/08/2005 | 1     | 1:52  | Island Lake, Illinois   |                  |